# Science-Fiction-Jahr 1837
Übersicht

◄◄ | ◄ | 1833 | 1834 | 1835 | 1836 | Science-Fiction-Jahr 1837 | 1838 | 1839 | 1840 | 1841 | ► | ►►

Weitere Ereignisse

## Geboren
- Rosa Voigt († 1922)